# Чемпіонат України з хокею 2014—2015
Чемпіонат України з хокею із шайбою 2014—2015 років, 23-а за ліком вітчизняна першість, був зіграний в період з 12 лютого по 4 квітня 2015 року. На старт сезону вийшли лише чотири колективи.

## Регламент
Згідно з регламентом змагань чемпіонат України з хокею відбувався в два етапи. На першому з них команди зіграли у два кола зі спареними матчами, всього по 12 поєдинків. До другої стадії змагань (плей-оф) потрапляли всі учасники чемпіонату. Півфінальна та фінальна стадія плей-оф тривали до двох перемог. Матчі за третє місце не проводилися.

## Перший етап

### Турнірна таблиця
| Команда             | І  | В | ВО | ПО | П | ГЗ | ГП | Різниця | О  |
| ------------------- | -- | - | -- | -- | - | -- | -- | ------- | -- |
| ХК «Кременчук»      | 12 | 9 | 1  | 1  | 1 | 52 | 28 | +24     | 30 |
| «ХК Дженералз» Київ | 12 | 5 | 0  | 0  | 7 | 41 | 47 | -6      | 15 |
| ХК «АТЕК» Київ      | 12 | 4 | 1  | 0  | 7 | 49 | 55 | -6      | 14 |
| ХК «Витязь» Харків  | 12 | 4 | 0  | 1  | 7 | 42 | 54 | -12     | 13 |

### Бомбардири
| Гравець              | Команда        | І  | Г  | П  | О  |
| -------------------- | -------------- | -- | -- | -- | -- |
| Владислав Луговий    | ХК «Кременчук» | 12 | 15 | 11 | 26 |
| Владислав Курський   | ХК «АТЕК»      | 10 | 8  | 12 | 20 |
| Тарас Бега           | «Білий Барс»   | 12 | 6  | 11 | 17 |
| Олексій Мадера       | «Дженералз»    | 12 | 8  | 7  | 15 |
| Олександр Караульщук | «Дженералз»    | 11 | 6  | 9  | 15 |
| Павло Дворецький     | ХК «АТЕК»      | 12 | 6  | 8  | 14 |
| Віталій Литвиненко   | «Витязь»       | 10 | 5  | 9  | 14 |
| Антон Бойков         | ХК «Кременчук» | 12 | 5  | 9  | 14 |
| Дмитро Чернишенко    | ХК «Кременчук» | 12 | 5  | 9  | 14 |

І = Ігри; Г = Голи; П = Результативні паси; О = Очки; Ш = штрафні хвилини
Джерело: fhu.com.ua/

## Другий етап

### Півфінали
- ХК «Кременчук» — «Витязь» (Харків) — 2:1 (2:3 (От); 6:3; 5:4)
- ХК «АТЕК» (Київ) — «Дженералз» (Київ) — 2:0 (4:3; 3:1)

### Фінал
| 31 березня 18:40 | ХК «АТЕК» | 2:4 (0:3, 1:1, 1:0) | ХК «Кременчук» | СК «АТЕК», Київ Глядачів: 500 |

| Протокол                             | Протокол                         | Протокол                                                                 | Протокол | Протокол     |
| ------------------------------------ | -------------------------------- | ------------------------------------------------------------------------ | -------- | ------------ |
|                                      | О. Хонін (07:13) Люльчук (52:01) | Голкіпери                                                                | Напненко | Арбітр: Урда |
| О. Благой (Б) - 30:48 Бобкін - 44:40 | 0:1 0:2 0:3 1:3 1:4 2:4          | 0:26 - Чердак 02:59 - Бойков 07:13 - Бойков (Б) 33:25 - В. Романенко (Б) |          | Арбітр: Урда |
| 12 хв.                               | Вилучення                        | 16 хв.                                                                   |          | Арбітр: Урда |
|                                      |                                  |                                                                          |          | Арбітр: Урда |

| 3 квітня 18:30 | ХК «Кременчук» | 2:3 (1:1, 1:2, 0:0) | ХК «АТЕК» | ЛА «Айсберг», Кременчук Глядачів: 400 |

| Протокол                                  | Протокол              | Протокол                                           | Протокол | Протокол       |
| ----------------------------------------- | --------------------- | -------------------------------------------------- | -------- | -------------- |
|                                           | Е. Захарченко (58:55) | Голкіпери                                          | Люльчук  | Арбітр: Сєврук |
| Сірченко (Б) - 08:37 В. Романенко - 23:17 | 1:0 1:1 2:1 2:2 2:3   | 16:00 - Бега (Б) 26:38 - Дворецький 33:49 - Супрун |          | Арбітр: Сєврук |
| 6 хв.                                     | Вилучення             | 12 хв.                                             |          | Арбітр: Сєврук |
|                                           |                       |                                                    |          | Арбітр: Сєврук |

| 4 квітня 18:30 | ХК «Кременчук» | 3:4 (От) (1:1, 1:1, 1:1, 0:1) | ХК «АТЕК» | ЛА «Айсберг», Кременчук Глядачів: 600 |

| Протокол                                     | Протокол                    | Протокол                                                                 | Протокол | Протокол       |
| -------------------------------------------- | --------------------------- | ------------------------------------------------------------------------ | -------- | -------------- |
|                                              | Напненко                    | Голкіпери                                                                | Зав'ялов | Арбітр: Сєврук |
| Чердак - 07:20 Кузьмик - 38:17 Лисак - 57:27 | 1:0 1:1 1:2 2:2 2:3 3:3 3:4 | 17:16 - О. Благой 30:23 - Дворецький 50:58 - Дворецький 77:46 - Кривомаз |          | Арбітр: Сєврук |
| 6 хв.                                        | Вилучення                   | 16 хв.                                                                   |          | Арбітр: Сєврук |
|                                              |                             |                                                                          |          | Арбітр: Сєврук |

### Команда-переможець
| ХК АТЕК | Воротарі: Кирило Кучер, Сергій Люльчук, Сергій Мандрикін, Олег Хонін Захисники: Олег Благой, Андрій Грицай, Павло Дворецький, Владислав Журавель, Ілля Романенко, Дмитро Толкунов, Денис Хонін, Євген Кривомаз Нападники: Тарас Бега, Олександр Бобкін, Олександр Зіневич, Віталій Гаврилюк, Володимир Карпенко, Владислав Курський, Сергій Левцов, Ігор Люлюк, Владислав Макоревич, Богдан Марініч, Сергій Ровинець, Антон Росляков, Денис Севастьянов, Сергій Супрун, Кирило Фроленко, Богдан Черненко, Андрій Шеремета, Олександр Яковенко, Олексій Янішевський, Денис Дмитренко, Георгій Кіча |